# جو برود
جو برود (انگلیسی: Joe Broad؛ زادهٔ ۲۴ اوت ۱۹۸۲) بازیکن فوتبال اهل بریتانیا است.
از باشگاه‌هایی که در آن بازی کرده‌است می‌توان به باشگاه فوتبال یئوویل تاون، باشگاه فوتبال تورکی یونایتد، باشگاه فوتبال ردیچ یونایتد، باشگاه فوتبال ترورو سیتی، باشگاه فوتبال سنت اوستل، باشگاه فوتبال پلیموث آرگیل، و باشگاه فوتبال والسال اشاره کرد.